# 138

138(백삼십팔)은 137보다 크고 139보다 작은 자연수다.

## 수학
- 합성수로, 그 약수는 1, 2, 3, 6, 23, 46, 69, 138이다. 진약수의 합은 150이므로, 138은 과잉수다.
  - 제곱 인수가 없는 8번째 과잉수다. 이 성질을 지닌 앞의 수는 114, 다음 수는 174다. (OEIS의 수열 A087248)
- 11번째 쐐기수다. 앞의 쐐기수는 130, 다음 쐐기수는 154다.
- {\displaystyle 138=67+71}
  - 연속하는 두 소수(素數)의 합으로 나타낼 수 있으며, 이 성질을 지닌 앞의 수는 128, 다음 수는 144다.
- {\displaystyle 138=29+31+37+41}
  - 연속하는 네 소수(素數)의 합으로 나타낼 수 있으며, 이 성질을 지닌 앞의 수는 120, 다음 수는 152이다.
- {\displaystyle 47^{2}-1}은 138로 나누어떨어진다.

## 과학
- NGC 138: 물고기자리 방향에 있는 나선은하.

## 교통

### 철도
- 수도권 전철 1호선 신길역의 역번호.
- 대구 도시철도 1호선 아양교역의 역번호.

### 도로
- 일본 138번 국도: 야마나시현 후지요시다시에서 가나가와현 오다와라시까지 이어지는 일본의 국도.
- 현도 제138호선

## 군사
- U-138: 독일의 군용 잠수함. 제1차 세계 대전에 사용된 1917년제 모델(영어판)과 제2차 세계 대전에 사용된 1940년제 모델(영어판)이 있다.

## 문화유산
- 대한민국의 국보 제138호: 전 고령 금관 및 장신구 일괄
- 대한민국의 보물 제138호: 봉암사지증대사적조탑비 (해제)[a]
- 대한민국의 사적 제138호: 경주 서출지

## 방송
- 스카이라이프의 MBCNET 채널 번호.
- 지니 TV의 뉴트로TV 채널 번호.
- B tv의 텔레노벨라 채널 번호.
- U+ TV의 아시아N 채널 번호.
- LG헬로비전의 리얼TV 채널 번호.
- B tv 케이블의 브레인TV 채널 번호.

## 기타
- 연도: 138년, 기원전 138년

### 내용주
1. ↑  해제 후 국보로 승격되었다.